# Đông Yên, thành phố Thanh Hóa
Đông Yên là một xã thuộc thành phố Thanh Hóa, tỉnh Thanh Hóa, Việt Nam.

## Địa lý
Xã Đông Yên nằm ở phía tây thành phố Thanh Hóa, có vị trí địa lý:
- Phía đông giáp xã Đông Văn
- Phía tây giáp xã Đông Hòa và huyện Triệu Sơn
- Phía nam giáp xã Đông Văn và huyện Triệu Sơn
- Phía bắc giáp các xã Đông Minh, Đông Hòa và phường Đông Thịnh.

Xã Đông Yên có diện tích tự nhiên 5,51 km², quy mô dân số năm 2022 là 6.400 người, mật độ dân số đạt 1.162 người/km². Dân cư sinh sống tại Đông Yên chủ yếu là người Kinh.

## Lịch sử
Đầu thế kỷ 19, dưới thời vua Gia Long, địa bàn xã Đông Yên lúc đó gồm một phần xã Doãn Xá (thôn Mộc Nhuận), huyện Đông Sơn. Xã Doãn Xá (尹舍) lúc này gồm các thôn Cửa Bụt, Ngọc Lậu, Đà Ninh (nay thuộc Đông Thịnh) cùng với thôn Nhuệ Thám (nay thuộc Rừng Thông) và thôn Mộc Nhuận. Trước đó, làng Doãn Xá được lập nên từ năm 1322 là đất phong hầu của Doãn Bang Hiến, Thượng thư Bộ Hình thời Trần Minh Tông, sau chuyến đi sứ Nhà Nguyên, sau là các thôn Ngọc Lậu, Đà Ninh, Đại Từ (nay thuộc Đông Thịnh), thôn Nhuệ Sâm (nay thuộc Rừng Thông) và một phần các xã Đông Yên (làng Doãn), Đông Văn (thôn Thiều).
Năm 1824 (Minh Mạng thứ 5), tổng Lê Nguyễn đổi thành tổng Thanh Hoa. Vào cuối thế kỷ XIX, tổng Thanh Hoa đổi thành tổng Tuyên Hóa. Lúc này, thôn Mộc Nhuận cũng được đổi thành xã Mộc Nhuận trực thuộc tổng Tuyên Hóa. Địa bàn xã Đông Yên lúc đó là các xã Mộc Nhuận và Phúc Ấm, tổng Tuyên Hóa.
Đến trước Cách mạng tháng Tám, xã Đông Yên gồm các thôn: Cẩm Nga, Trường Lai, Mục Nhuận, Doãn Xá, Trung Hàng, Phúc Ấm và làng Bằng. Tên gọi xã Đông Yên có từ năm 1953. Năm 1954, làng Phúc Ấm được cắt về xã Đồng Tiến thuộc huyện Nông Cống.
Ngày 5 tháng 7 năm 1977, nhập 16 xã hữu ngạn sông Chu thuộc huyện Thiệu Hóa với huyện Đông Sơn thành huyện Đông Thiệu, xã Đông Yên thuộc huyện Đông Thiệu. Đến ngày 30 tháng 8 năm 1982, xã trở lại thuộc huyện Đông Sơn do huyện Đông Thiệu đổi tên thành.
Ngày 24 tháng 10 năm 2024, Ủy ban Thường vụ Quốc hội thông qua Nghị quyết số 1238/NQ-UBTVQH15 (có hiệu lực từ ngày 1 tháng 1 năm 2025). Theo đó, sáp nhập toàn bộ huyện Đông Sơn vào thành phố Thanh Hóa, xã Đông Yên thuộc thành phố Thanh Hóa.

## Hành chính
Xã Đông Yên được chia thành 7 thôn: Yên Bằng, Yên Cẩm 1, Yên Cẩm 2, Yên Doãn 1, Yên Doãn 2, Yên Thành, Yên Trường.

## Văn hóa
- Đền thờ Nguyễn Nhữ Soạn (khai quốc công thần trong khởi nghĩa Lam Sơn): được công nhận là di tích lịch sử cấp quốc gia theo Quyết định số 1539/VH-QĐ ngày 27 tháng 12 năm 1990 của Bộ Văn hóa – Thông tin[19]
- Từ đường họ Lê Văn - thờ Quận công Lê Đình Chiêu: di tích lịch sử – văn hóa cấp tỉnh[20]
- Đền thờ Nguyễn Trung Nghĩa: di tích lịch sử – văn hóa cấp tỉnh[21]
- Di tích khảo cổ học Cồn Trôi, thuộc văn hóa Đông Sơn
- Từ đường họ Lê: thờ Lê Ngân, khai quốc công thần trong khởi nghĩa Lam Sơn
- Từ đường họ Phạm: thờ Phạm Cuống, khai quốc công thần trong khởi nghĩa Lam Sơn
- Từ đường họ Nguyễn: thờ Nguyễn Hội, làm quan đời Lê
- Đền thờ Đế thích Đại Vương
- Đền thờ Bà Bích: tổ nghề riu tép
- Nghè Trùa Tra.[13]